# ビトタケシ
ビトタケシ（1963年2月17日 - ）は、オフィス庄屋所属のお笑い芸人。東京都出身。血液型O型、水瓶座。身長165cm、体重63kg。本名：庄司 直人。ビトたけしとも表記する。

## 人物
代表的なネタはビートたけしの物真似。たけしと面識もあり、本人と一緒にテレビ出演をしたこともある。また、物真似は本人公認である。物真似レパートリーにはたけしの他、北野大（たけしの実兄）、やしきたかじんなどがある。
東京都新宿区にあるショーパブ「そっくり館キサラ」にしばしば出演している。お笑いコンビのオードリーも若手時代に出演しており、その縁で『オードリーのオールナイトニッポン』（ニッポン放送）によくゲストとして出演している。
趣味はゴルフ、水泳、ボウリング。特技はスキー（指導員）、躰道五段、空手六段。

## エピソード
- 若手時代にビートたけしの付き人のようなことをしていたが、実はビートきよしの弟子である。たけしが歩いて来ている時に「弟子にして下さい」と頭を下げ、上げるとたけしの後ろにいたきよしに「良いよ」と言われたとのこと[2][信頼性要検証]。きよしと「ツーヒート」として漫才をしたこともある。
- オードリーが「キサラ」に出演していた時期、若林正恭が芸人を辞めようと考えている事を楽屋で他の芸人と話しているのを見たビトは、帰りがけの若林に向かってビートたけしの物真似で「あんちゃん、死んでもやめんじゃねーぞ」と励まし、それをきっかけに若林は芸人を辞める事を踏みとどまった。それ以後、若林にとってビトは尊敬する先輩芸人の1人であったが、若林曰く、本物のビートたけしとテレビで共演して以降は「その存在自体が薄くなった」という。ちなみに、このエピソードはオードリーのオールナイトニッポンの『死んでもやめんじゃねーぞ』というコーナーの元ネタになっている。（実際にモノマネをしているのは若林の相方の春日俊彰。）
- 2015年3月14日、西武池袋線東長崎駅近くに禁煙健康カフェ「BOSCO BITO」を開店。元々は芸人ゆうたろうの店舗を居抜きで引き継いだ店だったが、半年後の9月に経営不振と膨れ上がる借金のため閉店した[3]。
- 夢は「たけしさんのように映画を撮ること」[1][信頼性要検証]と、「たけしさんから頂いたものを展示する『たけし博物館』を造りたい」。
- 2020年8月にYouTube「ビトちゃんねる」を開設した。
- エスパー伊東の身元引受人を務めていた。

## 出演作品

### テレビ
- 笑ってる場合ですよ!（フジテレビ）
- 全日本そっくり大賞（テレビ東京）
- TVジョッキー（日本テレビ）
- そっくりショー（テレビ東京）
- ザ・ベストテン（TBS）
- たけし玉緒の超豪快スター伝説（読売テレビ）
- ものまねバトル大賞（日本テレビ）
- ビートたけしの学問ノススメ（TBS）
- 花王名人劇場（関西テレビ）
- 爆笑そっくりものまね紅白歌合戦スペシャル（フジテレビ）
- 笑っていいとも! （フジテレビ）
- ビートたけしの超常現象スペシャル 10周年スペシャル （テレビ朝日）
- たけしの誰でもピカソ 10周年スペシャル （テレビ東京）
- そっくりマネまね大賞（TBS）- レギュラー
- 〜あらゆる世界を見学せよ〜潜入!リアルスコープ（フジテレビ）- 2011年5月7日
- しゃべくり007（日本テレビ）-  ビートたけし本人が出演した際のゲスト出演。
- 成功の遺伝史1～5（日本テレビ）レギュラー
- モヤモヤさまぁ～ず2（テレビ東京）西新井大師編
- マルコポロリ（関西テレビ）
- よ～いドン!（関西テレビ）
- 中居正広の金曜日のスマイルたちへ（TBS）- 2020年6月19日（再現VTRで本人役で出演）

### ラジオ
- オードリーのオールナイトニッポン（ニッポン放送）

### 映画
- アウトレイジ 最終章（2017年）組員 役
- 地獄プロレス（2005年）ラッパー 役
- 黒帯 KURO-OBI（2007年）土岡組組員 役
- 破天荒力（2008年）村人（う） 役

### オリジナルビデオ
- 水物語（1991年）小栗役
- Seed（2005年）監督・脚本・主演
- ワニガメ任侠伝（2006年）中国人ホームレス役
- 横浜暗黒街（2008年）
- 修羅の荒野（2008年）

### CM
- 日清食品「カップヌードル」おバカへの疾走篇
- 森永製菓「ボンソワール」
- 湯本温泉 ホテル枕水
- パール金属「ネオ・グリッター」
- キリンビール「キリン一番搾り糖質ゼロ」ニッポン放送ラジオCM ビトタケシ編